# Sjunnen
Sjunnen is een plaats in de gemeente Vetlanda in het landschap Småland en de provincie Jönköpings län in Zweden. De plaats heeft 417 inwoners (2005) en een oppervlakte van 47 hectare.

## Verkeer en vervoer
Bij de plaats loopt de Riksväg 47.